# Mélanie Clément
Mélanie Clément (Chaumont, 3 de mayo de 1992) es una deportista francesa que compite en judo.  Ganó una medalla de bronce en el Campeonato Europeo de Judo de 2021, en la categoría de –48 kg.

## Palmarés internacional
| Campeonato Europeo | Campeonato Europeo | Campeonato Europeo | Campeonato Europeo |
| Año                | Lugar              | Medalla            | Categoría          |
| ------------------ | ------------------ | ------------------ | ------------------ |
| 2021               | Lisboa (Portugal)  | Medalla de bronce  | –48 kg             |